# Formica dlusskyi
Formica dlusskyi är en myrart som beskrevs av Bolton 1995. Formica dlusskyi ingår i släktet Formica och familjen myror. Inga underarter finns listade i Catalogue of Life.